# Желязово
Желязово (болг. Желязово) — село в Бургасской области Болгарии. Входит в состав общины Камено. Находится примерно в 15 км к юго-западу от центра города Камено и примерно в 26 км к западу от центра города Бургас. По данным переписи населения 2011 года, в селе  проживало 190 человек.

## Население
| Год     | 1934 | 1946 | 1956 | 1965 | 1975 | 1985 | 1992 | 2001 | 2011 |
| ------- | ---- | ---- | ---- | ---- | ---- | ---- | ---- | ---- | ---- |
| Жителей | 501  | 489  | 465  | 242  | 287  | 228  | 203  | 212  | 190  |

| Национальность | Человек | Процент |
| -------------- | ------- | ------- |
| болгары        | 35      | 18,52%  |
| турки          | 152     | 80,42%  |
| Всего ответов  | 189     |         |

|  |